# Campeonato Português da 1.ª Divisão de Polo Aquático Feminino de 2018–2019
O 'Campeonato Português da 1a Divisão de Polo Aquático Feminino (English: Water Polo) de 2018/2019 foi a 31ª edição desde ressurgimento  em 1987-1988, competição organizada pela Federação Portuguesa de Natação,  É disputada por 7 equipas, a duas voltas. O Sport Lisboa e Benfica conquistou o seu 1º Título.

## Play-off Final
3º jogo play-off final: 01/06/2019 Se necessário
2º jogo play-off final: 25/05/2019 CFP - SLB, 4-8 (0-0; 1-4; 1-2; 2-2)
1º jogo play-off final: 18/05/2019 SLB - CFP, 13-5 (6-2; 3-0; 2-2; 2-1) em Algés
O Sport Lisboa e Benfica sagrou-se Campeão nacional 2 – 0 (13-5, 8-4) contra Clube Fluvial Portuense

## Meia Final
2º jogo 11/05/2019 SLB - CAP, 17-8 (0-0; 0-0; 0-0; 0-0)
2º jogo 11/05/2019 CFP-SSCMP, 9-10 (2-1; 2-4; 2-4; 3-1) no Fluvial
1º jogo 04/05/2019 CAP - SLB, 9-13 (1-3; 1-2; 3-6; 4-2) em Paços de Ferreira
1º jogo 04/05/2019 SSCMP - CFP, 8-10 (2-0; 3-4; 1-3; 2-3) em Recarei

## Quartos de Final
2º jogo 06/04/2019 CFP - CWP, 12-3 (3-0; 4-1; 1-2; 4-0) no Fluvial
2º jogo 06/04/2019 SSCMP - SAD, 13-2 (4-2; 3-0; 5-0; 1-0) em Recarei
2º jogo 06/04/2019 CAP - ADDCEG, 7-8 (1-4; 2-1; 0-1; 4-2) em Paços de Ferreira
1º jogo 30/03/2019 CWP - CFP, 5-18 (0-6; 0-3; 3-6; 2-3) na Abóboda 
1º jogo 30/03/2019 SAD - SSCMP, 7 -17 (2-5; 0-3; 0-3; 5-6) em Algés
1º jogo 30/03/2019 ADDCEG - CAP, 8-10 (3-1; 2-4; 0-2; 3-3) em S. Cosme
Isento: O Benfica, líder da primeira fase, já tem o passaporte carimbado para as meias-finais.

## CN da 1ª Divisão Feminino de Polo Aquatico
| Pos | Equipa                 | J  | V  | E | D  | GM  | GS  | Diff | Pts |
| --- | ---------------------- | -- | -- | - | -- | --- | --- | ---- | --- |
| 1   | SL Benfica             | 12 | 11 | 0 | 1  | 161 | 69  | +92  | 33  |
| 2   | CF Portuense           | 12 | 10 | 0 | 2  | 133 | 82  | +51  | 30  |
| 3   | SSCMP                  | 12 | 9  | 0 | 3  | 152 | 85  | +67  | 27  |
| 4   | CA Pacense             | 12 | 6  | 0 | 6  | 107 | 132 | -25  | 18  |
| 5   | ADDCEG                 | 12 | 3  | 0 | 9  | 87  | 127 | -40  | 9   |
| 6   | Sport Algés e Dafundo  | 12 | 2  | 0 | 10 | 79  | 132 | -53  | 6   |
| 7   | Cascais Waterpolo Club | 12 | 1  | 0 | 11 | 100 | 192 | -92  | 3   |

## Calendário
|                        | SLB  | CFP   | PAR   | CAP  | GON  | SAD  | CWC   |
| SL Benfica             |      | 9-3   | 12-9  | 15-6 | 14-8 | 17-4 | 16-4  |
| CF Portuense           | 5-8  |       | 10-8  | 14-8 | 8-6  | 8-2  | 17-7  |
| SSCMP                  | 9-7  | 10-12 |       | 8-2  | 11-4 | 16-4 | 18-3  |
| CA Pacense             | 7-18 | 6-14  | 7-14  |      | 9-6  | 6-3  | 17-9  |
| ADDCEG                 | 3-12 | 6-12  | 7-12  | 8-9  |      | 8-7  | 10-9  |
| Sport Algés e Dafundo  | 3-15 | 5-11  | 6-12  | 8-13 | 15-8 |      | 16-10 |
| Cascais Waterpolo Club | 8-18 | 7-19  | 11-25 | 5-17 | 9-13 | 8-6  |       |